# ゴードン・ダンカン (ミュージシャン)
ゴードン・ダンカン (Gordon Duncan 、1964年5月14日 – 2005年12月14日)は、スコットランドのバグパイプ奏者／作曲家。

## 生い立ち
ダンカンは、1964年5月14日アバディーンシャーのタリフ（en:Turriff）にて、ボシー・バラッド（en:bothy ballad）歌手としてよく知られた小作農夫ジョック・ダンカン（Jock Duncan）とその妻フランシス（Frances）の間に生まれた。 
ゴードンの生まれた後すぐ、ジョックは北部スコットランド水力発電公社（en:North of Scotland Hydro-Electric Board）に参加し、ハイランド最北の町サーソーに短期間のみ滞在した後、ピトロッホリー（en:Pitlochry）に引っ越した。 
10歳の時に、父に最初の手ほどきを受けてダンカンはバグパイプを始め、ウォルター・ドリスデール（Walter Drysdale）の指導のもと多くのジュニアコンクールで優勝したが、指物師（en:joiner）の見習いをしていた18歳の時にコンクールへの興味を失い始めた。

## 経歴
彼は民俗音楽（folk）のバンドから注意を惹き、タナヒル・ウィーヴァーズ（en:Tannahill Weavers）、ウルフストーン（en:Wolfstone）、Ceolbegとアメリカとヨーロッパをツアーして周り、やがてそのアルバムの中でロー・ホイッスルも吹くこととなるダギー・マクレーン（en:Dougie MacLean）と活動を共にするようになった。 
ヨーロッパ中を旅し、他の伝統、特にブルターニュ音楽（Breton music）を浴びた彼は、間もなく作曲を始めた。
彼はグリーントラックス（en:Greentrax）とソロアーティストとして契約していた一方で、アソルの谷パイプバンド（en:Vale of Atholl Pipe Band）やアソル・ハイランダーズ（en:Atholl Highlanders）とも共演を行った。
ダンカンは独特（en:idiosyncratic）のバグパイプ音楽のスタイルを新しく作り出した。 
彼はAC/DCの歌 サンダーストラック（Thunderstruck）の演奏にバグパイプを取り入れた。 
彼の活動は、T in the Park、ケルティック・コネクション（en:Celtic Connections）、カナダのケルティック・カラー（en:Celtic Colours）、彼がマッカラン杯（MacAllan Trophy）に二度輝いたブルターニュ地方のロリアン国際音楽祭（Lorient festival）、そしてアイルランドのフラー・キョールで聴かれた。
彼はごみ収集作業員として働き、仕事の合間にタバコ箱の上で作品を走り書きすることで知られていた。

## 作曲
ダンカンは生涯に100曲以上のチューンを作曲した。その中でおそらく最も有名な作品である アンディ・レンウィックのフェレット（Andy Renwick's Ferret）は国際的に採り上げられ録音されている。
彼はアソルの谷（Vale of Atholl）やスコティッシュパワー（ScottishPower）といったパイプバンドのためのアレンジを行った。

## 死
2005年、アルコール依存症による長い苦しみの後、ダンカンは 自殺した。彼の葬式はピトロッホリー・スコットランド国教会（en:Pitlochry Church of Scotland）で開かれ、何百人ものバグパイプ奏者が参列した。 
彼の両親や兄、二人の姉妹、そして彼の息子ゴードン（Gordon）と妻メアリー（Mary）は、ゴードンに先立たれた。
2007年より毎年、 ゴードン・ダンカン・メモリアル・トラスト（Gordon Duncan Memorial Trust）によってナショナル・トレジャー（A National Treasure）コンサートが パースで開かれている。2011年にはコンサートをBBCが放送した。

## ディスコグラフィー
彼は3枚のソロアルバムを録音し、彼の死の後には過去の音源を元に更に1枚のアルバムが編集された。
- Just for Seumas (1994年)
- Circular Breath (1997年)
- Thunderstruck (2003年)
- Just for Gordon (2007年)